# Donner (cráter)
Donner es un cráter de impacto situado en la cara oculta de la Luna, justo al noreste del Mare Australe, detrás de la extremidad sudeste de la Luna. Durante las libraciones favorables esta parte de la superficie lunar se puede observar desde la Tierra, aunque con un ángulo tan rasante que no se puede apreciar prácticamente ningún detalle.
Presenta un borde exterior moderadamente erosionado, con varios cráteres pequeños y otros diminutos que se encuentran a lo largo del brocla. Un par de pequeños cráteres unidos se extiendan más allá de la ribera sur y de la pared interior. Un cráter sin nombre con aproximadamente el mismo diámetro que Donner está unido a su borde norte por el exterior. La estructura a lo largo de la pared interior se ha suavizado y redondeado debido a una larga historia de impactos menores.
El suelo interior es relativamente llano, y está picado de viruelas por múltiples pequeños cráteres. Presenta una arista curva en la parte sur de la planta que se une a la pared interna, y posiblemente constituye el remanente de un pequeño borde del cráter.

## Cráteres satélite
Por convención estos elementos son identificados en los mapas lunares poniendo la letra en el lado del punto medio del cráter que está más cerca de Donner.
|        | \| Donner \| Coordenadas \| Diámetro \| \| ------ \| ----------------------------- \| -------- \| \| N \| 33°12′S 97°06′E / -33.2, 97.1 \| 19 km \| \| P \| 33°30′S 96°18′E / -33.5, 96.3 \| 39 km \| \| Q \| 34°18′S 95°36′E / -34.3, 95.6 \| 15 km \| \| R \| 34°24′S 92°18′E / -34.4, 92.3 \| 15 km \| \| S \| 32°06′S 92°54′E / -32.1, 92.9 \| 23 km \| \| T \| 31°06′S 94°48′E / -31.1, 94.8 \| 46 km \| \| V \| 30°30′S 95°42′E / -30.5, 95.7 \| 19 km \| \| Z \| 29°42′S 97°48′E / -29.7, 97.8 \| 13 km \| |          |
| Donner | Coordenadas | Diámetro |
| N      | 33°12′S 97°06′E / -33.2, 97.1 | 19 km    |
| P      | 33°30′S 96°18′E / -33.5, 96.3 | 39 km    |
| Q      | 34°18′S 95°36′E / -34.3, 95.6 | 15 km    |
| R      | 34°24′S 92°18′E / -34.4, 92.3 | 15 km    |
| S      | 32°06′S 92°54′E / -32.1, 92.9 | 23 km    |
| T      | 31°06′S 94°48′E / -31.1, 94.8 | 46 km    |
| V      | 30°30′S 95°42′E / -30.5, 95.7 | 19 km    |
| Z      | 29°42′S 97°48′E / -29.7, 97.8 | 13 km    |